# Michel Algisi
Michel Algisi (ur. 16 kwietnia 1950) – francuski judoka.
Zajął piąte miejsce na mistrzostwach świata w 1973; uczestnik zawodów w 1975. Zdobył cztery medale mistrzostw Europy w latach 1973 - 1976, w tym srebrny w drużynie w 1975. Trzeci na ME kadetów w 1968. Mistrz Francji w 1974 i 1976 roku.